# Psephenoides pallidus
Psephenoides pallidus là một loài bọ cánh cứng trong họ Psephenidae. Loài này được Pic miêu tả khoa học đầu tiên năm 1948.